# Böhmen i olympiska sommarspelen 1908
Böhmen deltog med 19 deltagare vid de olympiska sommarspelen 1908 i London. Totalt vann de två bronsmedaljer.

## Medaljer

### Brons
- Vilém Goppold von Lobsdorf - Fäktning, sabel.
- Vlastimil Lada-Sázavský, Vilém Goppold von Lobsdorf, Bedřich Schejbal, Jaroslav Šourek-Tuček och Otakar Lada - Fäktning, sabel lag.